# Robert of the Provender
Robert of the Provender (auch de Prebenda oder de la Provendir) († zwischen 25. März 1283 und Dezember 1284) war ein schottischer Geistlicher. Ab 1259 war er Bischof von Dunblane.

## Herkunft
Robert of the Provender entstammte einer anglonormannischen Familie aus dem englischen Nottinghamshire, die sich später Martel nannte. Er war ein Sohn von Geoffrery de Rotyngton, einem Landadligen, dem das Gut Hokenale Torkard nördlich von Nottingham sowie weiterer Landbesitz in Chilwell, Clifton und Slapton südlich von Nottingham gehörte. Robert hatte mindestens einen Bruder, Adam, dennoch erbte er offenbar den Landbesitz seines Vaters. 1260 erhielt Robert dazu die Pachteinnahmen von elf Freibauern aus Ruddington bei Nottingham, von denen einer Ralf de Prebenda genannt wurde. Nach dieser Stiftung erhielt Robert vermutlich seinen Beinamen.

## Aufstieg zum Bischof von Dunblane
Robert wurde Geistlicher. Er wurde als Master bezeichnet, so dass er vermutlich eine Universität besucht hatte. Er kam in den 1250er Jahren nach Schottland, wo der englische König Heinrich III. während der Minderjährigkeit des schottischen Königs Alexander III. erheblichen Einfluss hatte. Vor 1255 diente er dem von Walter Comyn geführten Regentschaftsrat. Für seine Tätigkeit erhielt er geistliche Pfründen, darunter das Amt des Dekans an der Kathedrale von Dunblane. Eine weitere Pfründe erhielt er an der Kathedrale von Glasgow. Nachdem 1255 der Comyn-geführte Regentschaftsrat gestürzt worden war, gehörte Robert 1256 zu den vier schottischen Geistlichen, die gegen den Widerstand des neuen Regentschaftsrats bei der Kurie in Rom die Bestätigung der Wahl von Gamelin, des abgesetzten Kanzlers des vorherigen Regentschaftsrats zum Bischof von St Andrews erreichten. Anschließend blieb Robert in Rom, wo er zum Päpstlichen Kaplan ernannt wurde. Dazu erhielt er einen Dispens, damit er mehrere Pfründen zugleich besitzen durfte. Er erreichte mit, dass die Anhänger der neuen Regierung, die Beschuldigungen gegen Gamelin erhoben, 1257 exkommuniziert wurden.
Anfang 1259 war er wieder in Schottland, wo er zum Bischof der Diözese Dunblane gewählt wurde. Als gewählter Bischof von Dunblane leitete er dann die Vorbereitungen für die Wahl eines neuen Bischofs der Diözese Glasgow. Nachdem Nicholas Moffat zum Bischof von Glasgow gewählt worden war, begleitete Robert ihn nach Rom, wo Moffats Wahl vom Papst bestätigt werden sollte. Vor der Kurie sprach er jedoch Moffat die Eignung für das Amt des Bischofs ab. Vermutlich hoffte er, dass er nun selbst zum Bischof der reichen Diözese Glasgow ernannt würde, doch stattdessen ernannte Papst Alexander IV. John Cheam zum neuen Bischof. Robert dagegen war im August 1259 immer noch nicht zum Bischof geweiht worden. Erst vor September 1260 war er als Bischof nach Dunblane zurückgekehrt.

## Tätigkeit als Bischof
Trotz seiner Herkunft und seiner Besitzungen in England, für die er von der Krone noch eine Reihe von Privilegien erhielt, vertrat Robert als Bischof voll die Interessen der schottischen Kirche. Er versuchte, an der Kathedrale von Dunblane ein ordnungsgemäßes Kathedralkapitel einzurichten, was aufgrund der geringen Einkünfte der Diözese aber nur unter großen Schwierigkeiten gelang. Allerdings eröffnete Papst Urban IV. am 10. Dezember 1263 ein Verfahren gegen ihn, weil er trotz seiner Weihe zum Bischof weiter die Einkünfte aus einer Pfründe eines Kanonikers der Kathedrale von Dunblane bezog. Bischof Richard von Dunkeld wurde beauftragt, die Übertragung der Pfründe an einen Kandidaten des Papstes sicherzustellen. Als 1267 Ottobono, der päpstliche Legat für England, nach Schottland reiste und dort einen päpstlichen Zehnten erheben wollte, wurde dies von König Alexander III. und den schottischen Bischöfen zurückgewiesen, da der Legat entgegen den Bestimmungen der Bulle Cum universi nicht eigens für Schottland ernannt worden war. Ottobono berief die schottischen Bischöfe trotzdem 1268 zu einem Konzil in Südschottland, doch die Bischöfe weigerten sich, dem Aufruf zu folgen. Nur Robert und Bischof Richard von Dunkeld wurden als Beobachter gesandt, ohne an den Beratungen teilzunehmen. Robert bezeugte mehrere Urkunden von Alexander III. und von Malise, 5. Earl of Strathearn. Im April und im September 1279 reiste Robert zweimal als Gesandter des schottischen Königs zum englischen König Eduard I. 1274 nahm er am Zweiten Konzil von Lyon teil. Nach 1274 beauftragte ihn Bagimont, der für den Papst in England und Schottland einen Zehnten für einen Kreuzzug einsammeln sollte, die Steuer in seiner Diözese zu erheben. Dabei konnte er Bagimont jedoch von der Armut seiner Diözese überzeugen. Dazu wurde er mindestens einmal beauftragt, als vom Papst beauftragter Richter in einem kirchlichen Streit in Schottland zu entscheiden.
Wann Robert gestorben ist, ist ungeklärt. Er bezeugte letztmals am 25. März 1283 eine Urkunde. Ob er an dem Parlament im Februar 1284, das die Thronfolge von Margarete von Norwegen bestätigte, teilnahm, ist ungewiss. Im Dezember 1284 wurde die Wahl seines Nachfolgers vom Papst bestätigt. Roberts Landbesitz in England erbte sein Neffe Richard Martel of Rotyngton.